# Le muse inquietanti
Le muse inquietanti è un dipinto (97×66 cm, olio su tela), del pittore italiano Giorgio de Chirico realizzato fra il 1917 e il 1919. Dell'opera è stata realizzata almeno una copia situata alla Pinakothek der Moderne di Monaco (94×62 cm, guazzo su carta).

## Descrizione
L'opera raffigura uno spazio aperto sul quale sono situate in primo piano due statue classiche: una eretta, e l'altra seduta su un basamento. Entrambe le figure, che hanno la testa di un manichino da sartoria, sono circondate da diversi oggetti, mentre sullo sfondo vi è una terza statua maschile. La prospettiva è errata e converge sullo sfondo nella rappresentazione del Castello Estense di Ferrara, qui affiancato ad una fabbrica. Le due ciminiere a sinistra, in particolare, sono quelle dello zuccherificio di Codigoro. Sebbene l'immagine sia nitida, l'atmosfera è irrealmente silenziosa e straniante, anche grazie ai colori caldi ed alla luce statica e intensa.
Secondo Eugenio Borgna:

## Ispirazioni e interpretazioni
La presenza di diversi simboli all'interno del dipinto rende difficile una sua interpretazione. Nonostante ciò, il castello sullo sfondo è un riferimento a Ferrara, città dove nacque la pittura metafisica (teatro del cruciale incontro con Carlo Carrà, nonché luogo di fondamentali riflessioni estetiche), mentre il manichino eretto in primo piano si presume essere la raffigurazione di Ippodamia, personaggio mitologico che, durante la battaglia dei Centauri e dei Lapiti, attese l'esito dello scontro con inquietudine, un sentimento che ispirò il titolo all'opera.
Secondo quanto scritto da Mario Penelope:
Nella sua opera La Metafisica schiarita, Maurizio Calvesi sostiene che la mancanza di occhi dei manichini sia un riferimento ai poeti dell'antichità che, secondo la tradizione dell'antica Grecia, soffrivano di cecità. Sempre secondo l'autore, la "disumanità" delle Muse rimanda ad un'"umanità arcaica e originaria, veggente, eroica, abitatrice di tempi lontani e misteriosi e in questo senso, certo, disumana".
Una chiave di lettura particolare riguardo all'opera emerge dalle considerazioni che si possono trarre da un epistolario, pubblicato nel 2014, tra l'artista e Antonia Bolognesi, conosciuta durante il suo soggiorno ferrarese e ritratta nel celebre dipinto Alceste, del 1918.